# Ellen C. Adams
Ellen C. Adams (geboren als Ellen Cam(m)nitzer 1. Mai 1925 in Hannover; gestorben 1982) war eine kanadische Politikerin.

## Leben
Ellen Cammnitzer war eine Tochter des Kaufmanns und Sozialdemokraten Max Cammnitzer (1884–1940) und der Else Hiller (1894–1941). Nach der Machtergreifung der Nationalsozialisten 1933 durfte sie ab 1935 nur noch die jüdische Schule in Hannover besuchen. Sie wurde Mitglied der zionistischen Jugendorganisation Werkleute. Im Januar 1939 schickten ihre Eltern ihre 1922 geborene Schwester Inge mit einem Kindertransport nach England. Ellen folgte im März, sie selbst flohen nach Belgien. Alle Familienmitglieder wurden im Juli 1940 vom Deutschen Reich ausgebürgert. Ihr Vater starb 1940 im französischen Internierungslager Saint-Cyprien, ihre Mutter wurde 1941 im KZ Auschwitz ermordet.
Cammnitzer arbeitete in England als Büroangestellte und Fabrikarbeiterin und ab 1943 im Auxiliary Territorial Service. Nach Kriegsende war sie in Deutschland in der Britischen Besatzungsverwaltung in der Verkehrsverwaltung eingesetzt. Daneben studierte sie an der University of Exeter, an der Universität Göttingen und der TH Hannover. Sie folgte  1948 ihrer Schwester nach Kanada und arbeitete dort als Buchhalterin und als Sekretärin unter anderem in der Jugendorganisation der Co-operative Commonwealth Federation (CCF). Sie engagierte sich in der Partei und wurde in den Exekutivausschuss der CCF gewählt. Ab 1956 war sie Vorstandsassistentin in der CCF und deren Nachfolgeorganisation Ontario New Democratic Party (ONDP) und arbeitete für den Parteivorsitzenden Donald C. MacDonald und dessen Nachfolger Stephen Lewis. Ab 1962 nannte sie sich Ellen C. Adams. Sie kandidierte 1963 und 1973 erfolglos für die ONDP bei den Wahlen zur Legislativversammlung von Ontario. Ab 1975 arbeitete sie im Büro des Ombudsmanns der Provinz Ontario. Adams war in Toronto in der Ratepayers’ Association aktiv und war führend in einer Bürgerinitiative gegen den innerstädtischen Autobahnbau („Stop Spadina“) engagiert. Sie wurde mit der Centennial Medal ausgezeichnet.